# Riksväg 29
De Zweedse rijksweg 29 is gelegen in de provincies Blekinge län en Kronobergs län. De weg ligt in het meest zuidelijke deel van Zweden en loopt vanaf de kust noordwaarts.

## Plaatsen langs de weg
- Karlshamn
- Tingsryd
- Väckelsång
- Ingelstad
- Bramstorp
- Växjö

## Knooppunten
- E22 bij Karlshamn
- Länsväg 126
- Riksväg 27: begin gezamenlijk tracé
- Länsväg 120 bij Tingsryd (zelfde tracé over 2 kilometer)
- Länsväg 122 bij Ingelstad
- Riksväg 25: einde gezamenlijk tracé, Riksväg 27 gaat verder samen met de 25, bij Växjö

Europese wegen:
E4 · E6 · E10 · E12 · E14 · E16 · E18 · E20 · E22 · E45 · E65
Riksvägar:
9 · 11 · 13 · 15 · 17 · 19 · 21 · 23 · 24 · 25 · 26 · 27 · 28 · 29 · 30 · 31 · 32 · 34 · 35 · 37 · 40 · 41 · 42 · 44 · 46 · 47 · 49 · 50 · 51 · 52 · 53 · 55 · 56 · 57 · 61 · 62 · 63 · 66 · 68 · 69 · 70 · 72 · 73 · 75 · 76 · 77 · 83 · 84 · 86 · 87 · 90 · 92 · 94 · 95 · 97 · 98 · 99